# Auchterarder
Auchterarder, (Uachdar Ardair), maleni gradić u Škotskoj sjevernoj i Ochil Hillsa. najpoznatiji je po svojem hotelu s 5 zvjezdica Gleneagles izgrađenom 1924., koji je nekada imao svoju vlastitu željezničku postaju, kao i po igraču snookera Stephenu Hendriyu. 
Grad je u Srednjem vijeku po mnogobrojnim uskim pokretnim mostovima bio poznat kao 'the town of 100 drawbridges'. Godine 1716. zapalili su ga Jakobiti, ali je uskoro obnovljen te napreduje zahvaljujući tekstilnoj indistriji na ručnim tkalačkim stanovima.
Obilježava ga i 1.5 milja duga glavna ulica (High Street) po kojoj dobiva nadimak "The Lang Toun" ili Long Town.